# عبد الله بن محمد الناصر
عبد الله بن محمد الناصر كاتب وقاص سعودي من مواليد الدرعية 1370هـ (1951)، يكتب زاوية (بالفصيح) أسبوعياً في صحيفة الرياض، تولّى العديد من المناصب من أبرزها تعيينه عضواً في مجلس الشورى، وصدرت له العديد من المجموعات القصصية من بينها: (حصار الثلج) و (أحاديث القرى).

## التعليم
- حاصل على بكالوريوس اللغة العربية وآدابها.
- حصل على دبلوم عالٍ في التربية.
- حصل على دبلوم لغة إنجليزية من جامعة هيوستن.[4]

## العمل والمناصب
- عمل بدايةً في وزارة التعليم العالي وفي المجلة العربية.
- عمل مديراً الشؤون الثقافية بالملحقية السعودية في هيوستن.
- عمل ملحقاً ملحق ثقافياً في الجزائر.
- عمل ملحقاً ثقافياً في بريطانيا وإيرلندا إلى عام 2007.
- عمل مشرفاً على الشؤون الثقافية ورئيساً لتحرير مجلة المبتعث في أمريكا.[5]
- عمل مستشاراً ثقافياً لوزير التعليم العالي ومشرفاً عاماً على الإدارة العامة لشؤون الملحقيات الثقافية بوزارة التعليم العالي السعودية.
- عين عضواً في مجلس الشورى.[6]

## مؤلفات
- (أشباح السراب) قصص قصيرة صدرت 1998.[7]
- (حصار الثلج) قصص قصيرة صدرت 2002.[8]
- (بالفصيح: كتابات معاندة) صدر عام 2002.[9]
- (سيرة نعل) قصص صدرت 2004.[10]
- (الشجرة) قصص.[11]
- (ذو الرمة: الشعر السينمائي).
- (أحاديث في النقد والأدب).
- (أميركا العقلية المسلحة) صدر 2008.[12]
- (المنبر) قصص صدرت 2017.[13]
- (من أحاديث أم القرى) حكايات صدرت 2017.[14]

وله روايتان لم تطبعا بعد هما: (العرق الأخضر) و (العوجا).

## صدر عن أعماله
(البناء داخل جدران قديمة: دراسة في فن عبد الله الناصر القصصي) تأليف: عبد الله الماجد. صدر عام 2015.
وكتب عن تجربته المميزة في كتابة القصة القصيرة عدد كبير من النقاد السعوديين والعرب من أبرزهم الدكتور عبد الله أبو هيف، وعبد الرحمن مجيد الربيعي، والدكتور عبد الله الغذامي الذي كتب عن تجربته وذكر أن قصصه: «تنهل من بعض المخزون الثري الذي في نفسه عن المكان والوادي، ولكنها لا تسجله هذه المرة ولا تسرد ما كان، وإنما تنتقي منه بعض صور لحال البشر في أدق حالات معاشهم، وجاءت» أشباح السراب«وهي المجموعة الأولى، ثم جاء» حصار الثلج«، وفيهما قصص قصيرة - كما تقول المقدمة - ولكنهما أدق بكثير من كونهما قصصا قصيرة، كما نعهد القص، لأن عبد الله الناصر عندي لا يقص بقدر ما ينفجر بآهات تتحول إلى كلمات، وما في نفسه من آهات هي صور للوازع الإنساني الذي يدفع به لأن يقول، لا لأنه يريد ان يقص ويتأنق في السرد بما انه أدب، ولكنه يروي الذات البشرية بما يحمله عنها من وجع ومن أمل ومن مثالية روحية ونفسية تأخذ من صميم ذاته أدق الكلمات لتقول بإيحاء ما تود قوله بتصريح».

## التكريم
2008: كُرم من نخبة من المثقفين والأدباء السعوديين في العاصمة السعودية الرياض تقديراً لعطائه في العمل الإداري وفي الإبداع الأدبي.
2009: كرمته اثنينية عبد المقصود خوجة بجدة.